# Chris Wooding
Chris Wooding (* 28. února 1977 Leicester, Anglie) je anglický spisovatel žijící v Londýně. Jeho první kniha Crashing, kterou napsal ve věku 19 let, byla publikována v roce 1998, když mu bylo 21 let. Od té doby napsal mnoho dalších knih s fantasy tematikou.

## Dílo
- Spletitá cesta (Braided Path)
- Tkalci Saramyrští (The Weavers of Saramyr) (2003)
- Klubko nářku (The Skein of Lament) (2004)
- Závoj nadvlády (The Ascendancy Veil) (2005)
- Malice
  - Malice (2009)
  - Havoc (2010)

Tales of the Ketty Jay
- Retribution Falls (2009)
- The Black Lung Captain (2010)
- The Iron Jackal (2011)
- Ace of Skulls (2013)

Další romány
- Kerosene (1999)
- Endgame (2000)
- Broken Sky série (1999–2001)
- The Haunting of Alaizabel Cray (2001)
- Poison (2003)
- Storm Thief (2006)
- The Fade (2007)
- Pandemonium (2012)
- Silver (2013)